# Brian Slagel
Brian Slagel (né le 14 février 1961) est le fondateur et CEO du label américain Metal Blade Records. Slagel est surtout connu pour avoir donné sa chance à Metallica de paraître en 1982 sur la compilation musicale Metal Massacre, compilation qui recense des légendes du metal comme notamment Slayer, Mercyful Fate, Cannibal Corpse, Fates Warning, Amon Amarth et The Black Dahlia Murder.

## Biographie
Slagel est originaire de Woodland Hills, en Californie. Pendant son adolescence, Slagel, passionné de heavy metal, travaille dans un petit magasin de disque local, Oz Records. Avec la nouvelle vague britannique du heavy metal qui s'étend dans la scène metal underground, des groupes comme Iron Maiden, Def Leppard et Diamond Head restent encore inconnus aux États-Unis. Slagel, dont l'intérêt se porte sur le metal européen, crée son propre fanzine appelé The New Heavy Metal Revue. Le fanzine gagne en popularité, et Slagel devient chroniqueur pour des magazines tels que Kerrang!, Sounds Magazine, notamment.
En 1982, Slagel fait paraître une compilation musicale, présentant tous les groupes originaires de Los Angeles, intitulée The New Heavy Metal Revue Presents Metal Massacre. L'album présente les premières chansons de Ratt, Steeler, Black 'n Blue, Malice, Avatar, Cirith Ungol, Bitch et Metallica. L'album se vend rapidement à 5 000 exemplaires, et est par la suite distribué par le label Enigma Records en 1983. Slagel fonde Metal Blade Records en 1982, et fait paraître des albums de Warlord, Bitch, Armored Saint, et Show No Mercy de Slayer, qui s'est vendu à 40 000 exemplaires dans le monde. Metal Blade s'agrandit rapidement et signe des groupes tels que Trouble, Flotsam and Jetsam, GWAR, Sacred Reich, et Corrosion of Conformity ; Slagel dirige sa société en solo jusqu'en 1988.
Avec la popularité du heavy metal qui explose à la fin des années 1980, de nombreux groupes de chez Metal Blade se dirigent vers les labels majeurs. Après la fin de son contrat avec le label Enigma Records, Metal Blade signe un partenariat avec Warner Bros. Records, qui distribuerait et commercialiserait les albums du label ; cependant, Warner Bros. Records est racheté par Time Inc. et incorporé à WEA. À cette même période, le titre Cop Killer de Body Count, également publié chez WEA, est sujet à nombre de controverses de la part du public, et a finalement été rejeté de WEA. À cause de problèmes liés à Body Count, WEA établit de nouvelles règles dans lesquelles toute parole controversée serait proscrite ; le label tente alors de censurer le titre America Must Be Destroyed (en) de GWAR. Aucun compromis n'ayant été fait pour les artistes de Metal Blade, WEA et Slagel se séparent en 1992.
Depuis 2010, Metal Blade est l'un des plus grands labels indépendants de heavy metal, avec plus d'une trentaine de groupes à son actif. 
Brian est également apparu dans un documentaire intitulé Metal: A Headbanger's Journey.